# Edith Major
Pour les articles homonymes, voir Major (homonymie).
Edith Major, née à Lisburn, comté d'Antrim en Irlande du Nord le 15 février 1867 et morte à Antrim le 17 mars 1951, est une pédagogue et directrice d'école britannique. Elle dirige Girton College de 1925 à 1931.

## Biographie
Edith Major est née à Lisburn et a fait ses études au Methodist College Belfast et au Girton College de Cambridge, puis elle obtient un master de Trinity College de Dublin en 1907. Elle est principale-adjointe à Blackheath High School de 1891 à 1900, puis directrice de l'école de filles de Putney de 1900 à 1910 et principale de la King Edward VI High School for Girls de Birmingham de 1910 à 1925.
Elle est sollicitée pour diriger Girton College en 1925, fonction qu'elle exerce jusqu'en 1931,.

## Distinctions
- 1931 : commandeure de l'ordre de l'Empire britannique (CBE)[5]
- 1932 : docteur honoris causa de l'université Queen's de Belfast[5]